# Heinrich Người săn chim
Heinrich I (876 – 2 tháng 7 năm 936), còn được gọi là Heinrich Người săn chim (tiếng Đức: Heinrich der Finkler or Heinrich der Vogler; tiếng Latinh: Henricius Auceps), là Công tước (dux) của xứ Saxonia từ 912 và là Vua của người La Mã (Romanorum Rex) từ 919 cho tới khi mất. Là vị vua đầu tiên của Vương triều Otto, ông được xem là người thành lập và là vị vua đầu tiên của nước Đức thời Trung cổ, được biết trước đó là Đông Frank. Là một thợ săn giỏi, ông còn được gọi là Heinrich der Finkler. Người ta cho là ông có tên này khi đang sửa các lưới bắt chim thì có người đưa tin là ông được chọn làm vua.